# Red Oak (Texas)

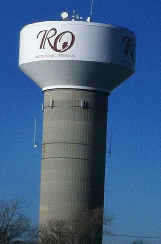
Château d'eau à Glen Rose, du côté ouest de la I-35E

Pour les articles homonymes, voir Red Oak.
Red Oak est une ville américaine située dans le comté d'Ellis dans l’État du Texas. En 2010, sa population est de 10 769 habitants.

## Source de la traduction
- (en) Cet article est partiellement ou en totalité issu de l’article de Wikipédia en anglais intitulé « Red Oak, Texas » (voir la liste des auteurs).